# Eurytoma extincta
Eurytoma extincta är en stekelart som beskrevs av Julius Theodor Christian Ratzeburg 1852. Eurytoma extincta ingår i släktet Eurytoma och familjen kragglanssteklar.
Artens utbredningsområde är Tyskland. Inga underarter finns listade i Catalogue of Life.